# Herman al II-lea de Turingia
Herman al II-lea (n. 28 martie 1222, Creuzburg – 3 ianuarie 1241) a fost landgraf de Thuringia de la 1227 până la moarte.
Herman a fost fiul landgrafului Ludovic al IV-lea de Thuringia cu Elisabeta de Ungaria.
După moartea lui Ludovic al IV-lea din 1227, fratele acestuia, Henric Raspe și-a asumat regența pe perioada minoratului lui Herman. Henric a reușit să aranjeze lucrurile încât să succeadă în mod oficial fratelui său după moartea Elisabetei de Ungaria din 1231. Ca urmare, Herman nu a condus niciodată Thuringia și a murit la 10 ani după aceea; unii istorici consideră că Henric Raspe l-ar fi otrăvit pe tânărul său nepot.
1. ↑  Katalog der Deutschen Nationalbibliothek, accesat în 17 iulie 2021